# Anna Udycz
Anna Udycz (7 de diciembre de 1963) es una deportista polaca que compitió en lucha libre. Ganó dos medallas en el Campeonato Europeo de Lucha, oro en 1997 y plata en 1996.

## Palmarés internacional
| Campeonato Europeo | Campeonato Europeo | Campeonato Europeo | Campeonato Europeo |
| Año                | Lugar              | Medalla            | Categoría          |
| ------------------ | ------------------ | ------------------ | ------------------ |
| 1996               | Oslo (Noruega)     | Medalla de plata   | 61 kg              |
| 1997               | Varsovia (Polonia) | Medalla de oro     | 68 kg              |